# Charles de Gavre
Charles de Gavre, 1er comte de Beaurieu et du Saint-Empire, seigneur de Frésin, était un militaire et diplomate, né vers 1525 et mort en 1611.

## Biographie
Il est le petit-fils de Jacques de Gavre, dit Pinchart. Il épouse Marguerite de La Mark de Lumain en 1563, puis Honorine de L'Esclatière en 1566.
Il débuta dans les armées de Charles Quint et y atteignit le grade de colonel.
Le 18 octobre 1576, il fut chargé par les États de Brabant d'aller occuper Waelhem, de s'y fortifier et de bloquer les communications entre Anvers et Lierre. Il y fut fait prisonnier par les troupes de Julián Romero et conduit à Lierre.
Le 20 décembre 1576, Charles de Gavre fut nommé chef et surintendant des vivres de l'armée royale aux Pays-Bas, puis membre du Conseil de guerre.
En 1577, il est député près des états d'Arlon, puis auprès du prince d'Orange pour le convaincre de se rendre à Bruxelles afin de s'entendre avec les États généraux sur les mesures qui doivent garantir l'indépendance et les libertés nationales.
Il est nommé membre du Conseil d'État en janvier 1578.
Il est renvoyé avec le baron d'Aubigny par les États généraux auprès du duc d'Alençon pour connaître ses intentions relatives aux troupes qu'il s'était engager à envoyer en renfort dans les Provinces-Unies, puis de nouveau auprès du duc d'Alençon, avec le duc d'Arschot et l'abbé de Maroilles, pour signer l'acte du 30 septembre 1578.
Arrêté à Anvers en 1579 sous prétexte de trahison, il retourne en grâce en 1581, avant de trahir en faveur des Espagnols en livrant le réduit de la citadelle de Bréda. Il est nommé châtelain et gouverneur d'Ath le 28 janvier 1586 après que les Espagnols aient repris le contrôle sur la région.